# Jeanne Leleu
Jeanne Leleu (Saint-Mihiel, 29 de desembre de 1898 - 14è districte de París, 11 de març de 1979) fou una pianista i compositora francesa.

## Biografia
Va néixer el 29 de desembre de 1898 en Saint-Mihiel (antiga capital del Ducat de Bar). El seu pare va ser director d'una banda militar i la seva mare professora de piano. Va ser així que Jeanne Leleu va iniciar el seu contacte primerenc amb la música.
Després d'una petita estada en el Conservatori de Rennes on va estudiar amb la pianista i compositora Halina Krzyżanowska, va demostrar les seves altes aptituds musicals i els seus pares van decidir ingressar-la amb tan sols nou anys en el Conservatori Nacional Superior de Música i Dansa de París el qual estava dirigit per Gabriel Fauré. La seva estada es va estendre durant tretze anys i va trobar com a mentors a Marguerite Long i Alfred Cortot (piano), Auguste Chapuis (harmonia), Georges Caussade (contrapunt i fugida) i Charles-Marie Widor (composició).
En aquesta etapa, Jeanne Leleu va tenir l'oportunitat el dia 20 d'abril de 1910 d'estrenar juntament amb Geneviève Durouy a la Salle Gaveau de París, Ma Mère l'Oye, una peça infantil per a piano a 4 mans de Maurice Ravel. Tres anys més tard, Ravel rebria un encàrrec del Conservatori de París per a realitzar un exercici breu de lectura a primera vista que seria emprat en un concurs de dones que organitzava la mateixa institució educativa. D'aquesta forma, va néixer una petita bagatel·la de 27 compassos que es titularia Preludi. Sembla que de totes les concursants, Jeanne Leleu va destacar especialment en la seva interpretació fent que Ravel li dediqués la partitura a través d'una carta en la qual li deixa uns humils consells “Continua tocant així, per a tu sola i sense preocupar-te del públic. És la millor manera d'obtenir el seu favor.” En la mateixa carta deia: “El Preludi és poca cosa. Record d'un artista que ha estat sincerament interpretat per les teves qualitats musicals”. Poc després es va publicar la partitura amb la dedicatòria: " A mademoiselle Jeanne Leleu".
Alentida per la Primera Guerra Mundial, la seva carrera es va orientar gradualment cap a la composició. El seu professor Widor va animar-la a presentar-se al Concours de l'Institut, on s'hi va presentar dos anys seguits a partir de 1922. El primer any va aconseguir una menció honorífica; no obstant això, no va ser fins a 1923, quan li van atorgar el Primer Gran Premi de Roma de composició musical per la seva cantata Béatrix, traslladant-se a l'any següent a la Vila Medicis fins a principis de 1927.
Durant la seva estada a Roma, Jeanne Leleu va forjar una personalitat musical que li va permetre guanyar un lloc entre els compositors més reconeguts de l'època, rellevant la seva audàcia i delicadesa per a la composició. Trobem en aquesta etapa obres com a Suite Symphonique pour instruments à vent (1926, Leduc), les Esquisses italiennes (1926, Leduc), les Deux Danses (1927, Heugel) o Le Cyclope (1928), una obra de música incidental per al drama del sàtir d'Eurípides.
Després del seu retorn de Roma, va continuar component al llarg de la seva vida. La suite simfònica Transparences (1931, Leduc), va ser estrenada per Walter Staram el 1933, i més tard va ser recuperada per Philippe Gaubert en els Concerts du Conservatoire. Aquesta obra es divideix en tres parts:
1. L'arbre plein de chants, inspirada en un text d'André Gide: "Dans cet arbre, il i avait donis oiseaux qui chantaient!"
2. Miroir d'eau, basat en els Fragments du Narcisse de Paul Valéry: "Et voici, mon doux corps de lune et de rosée..."
3. Etincelles d'eau, presa de La jeune Parc del mateix autor: "Quel pur travail de fins éclairs consumeix maint diamant d'écume imperceptible..." que acaba l'obra amb un scherzo que reflecteix els mil centellejos de les pedres precioses.

Les seves Transparences van ser descrites per Florent Schimitt com "una meravella de frescor, finor i gràcia femenina"
A part de les obres ja esmentades, també trobem les següents: Cortège d'Orphée, Fronton antique, Croquis de théatre (estrenat per Édouard Colonne el 5 d'octubre de 1932) un Concerto pour piano et orchestre (estrenat el 1937 sent ella mateixa la pianista solista de l'Orquestra Lamoureaux a París) Jour d'été (ballet compost per quatre moviments simfònics i estrenat a la Opéra-Comique el 1939), Nautéos (ballet de gran èxit representat en Montercarlo el 1947 i en l'Òpera de París el 1954),Virevoltes (suite per a orquestra escrit el 1957) i nombroses peces editades i publicades per Leduc: Par les rues éclantes, Pochades, En Italie, Un peu de tout, i per altres editorials: Mélodies (Choudens), Choeurs (Hamelle) o Sonnets de Michel Ange (Heugel).
Les seves obres van tenir un rotund èxit segons la premsa de l'època i van ser emeses nombroses vegades. Va rebre diverses comissions estatals i de ràdio. El 1947, per encàrrec de la Radiodiffusion Française, va escriure Femmes, una suite orquestral a quatre veus i amb dansa que evoca els diferents tipus de dones que solen trobar-se en els escenaris d'opereta. També, trobem en dues revistes de la Península aparicions de Jeanne Leleu en articles sobre la situació musical a França: la primera d'elles, es tracta del Butlletí de l'Orfeó Català dins la Revista musical catalana núm. 34 de l'any 1932, i l'última de la revista Ritme: revista musical ilustrada número 290 de 1957.
Quant a la seva faceta pedagoga, va ser professora en la Schola Cantorum de París i en la École Normale de Musique en els anys 30 on va treballar amb músics com Pablo Casals, Nadia Boulanger, Wanda Landowska, Paul Dukas, Henri Dutilleux, Arthur Honegger i Paule Maurice. Més endavant, va esdevenir directora de música a la Casa d'Educació de la Legió d'Honor de 1937 a 1948. El 1947, va ser nomenada professora de lectura a vista en el Conservatori de París i després professora d'harmonia des de 1952 a 1967.
Va començar a sofrir una malaltia neurodegenerativa a principis dels anys seixanta. Jeanne Leleu va deixar de tocar en concerts i de defensar les seves composicions. Aquesta gran dama de la música, va morir a París l'11 de març de 1979, caient a poc a poc en l'oblit.
Segons Marc Honegger , “la seva música es coneix per la seva sensibilitat, la seva frescor i la seva gràcia” coincidint amb la visió que ens aportava ja Florent Schimitt.

## Maurice Ravel: Ma mère l'Oye
"En un moment d'excepcional maduresa creativa, Maurice Ravel va voler obsequiar als fills d'uns amics, el matrimoni Godebski, amb una composició adequada al món infantil per la seva temàtica i per les exigències tècniques. Mimie i Jean Godebski, als qui l'obra se'ls va fer massa costa amunt, van ser els primers nens a posar de manifest que Ravel va fer una composició meravellosa, però que requereix per a la seva interpretació considerable tècnica i, sobretot, una certa maduresa musical. No ha d'estranyar, doncs, que Ma mère l'Oye sigui peça obligada en el repertori de qualsevol duo de pianistes... adults. Dues joves deixebles de Marguerite Long, Jeanne Leleu i Geneviève Durouy, van estrenar finalment l'obra a la Sala Gaveau de París, el 20 d'abril de 1910.
La composició es basa en contes francesos dels segles XVII i XVIII originals de Charles Perrault, Madame d'Aulnoy i Jeann-Marie Leprince de Beaumont i, en els seus cinc capítols, evoca amb autèntica màgia sonora el món idíl·lic d'una princesa, el drama de Polzet, el món orientalista d'una emperadriu de les pagodes i un jardí encantat que, amb la seva espectacular cascada de glissandi, posa brillantíssim final a l'obra."

## Guardons
- Primer Gran Premi de Roma de composició en 1923 (va ser la tercera dona a obtenir aquest Primer Gran Premi de Roma, després de Lili Boulanger i Marguerite Canal)

## Obres
- Quartet per a piano i entenimentada (1922).
- Sis sonets de Miguel Ángel per a veu i orquestra o piano (1924)
- Esbossos italians, per a orquestra (1926)
- A Itàlia, per a piano (1926)
- By the Bright Streets, per a piano o orquestra (1926)
- Suite simfònica per a instruments de vent (1926)
- Dues danses per a orquestra (1927)
- The Cyclops of Euridipus, música incidental (1928)
- Frontó antic per a orquestra (1928)
- Transparències per a orquestra (1931)
- Esbossos de teatre, suite per a orquestra (1932)
- Sonata per a piano (1933)
- Concert per a piano (1935)
- Peces en trio, per a arpa, fagot i flauta (vers 1939)
- A Summer Day, ballet (1940)
- Dones, suite per a orquestra (1947)
- Suite cambodjana, per a orquestra i piano (1947)
- Nautéos, ballet (1947)
- Virrevueltas, suite per a orquestra (1950)

## Documents d'arxiu
- Cartes, en diverses col·leccions, en particular a la Biblioteca Musical La Grange-Fleuret
- Fitxa del professor en el Conservatori Nacional Superior de Música i Dansa de París
- Fitxa d'artista a la Biblioteca-Museu de l'Òpera
- BnF, Catalogue Général